# يو إف سي 231
يو إف سي 231: هولواي ضد أورتيغا (بالإنجليزية: UFC 231: Holloway vs. Ortega)‏ هو حدث لفنون القتال المختلطة نظمته يو إف سي، أُقيم في 8 ديسمبر 2018، على سكوتيابانك أرينا في تورونتو، أونتاريو، الولايات المتحدة.